# Miki Malör

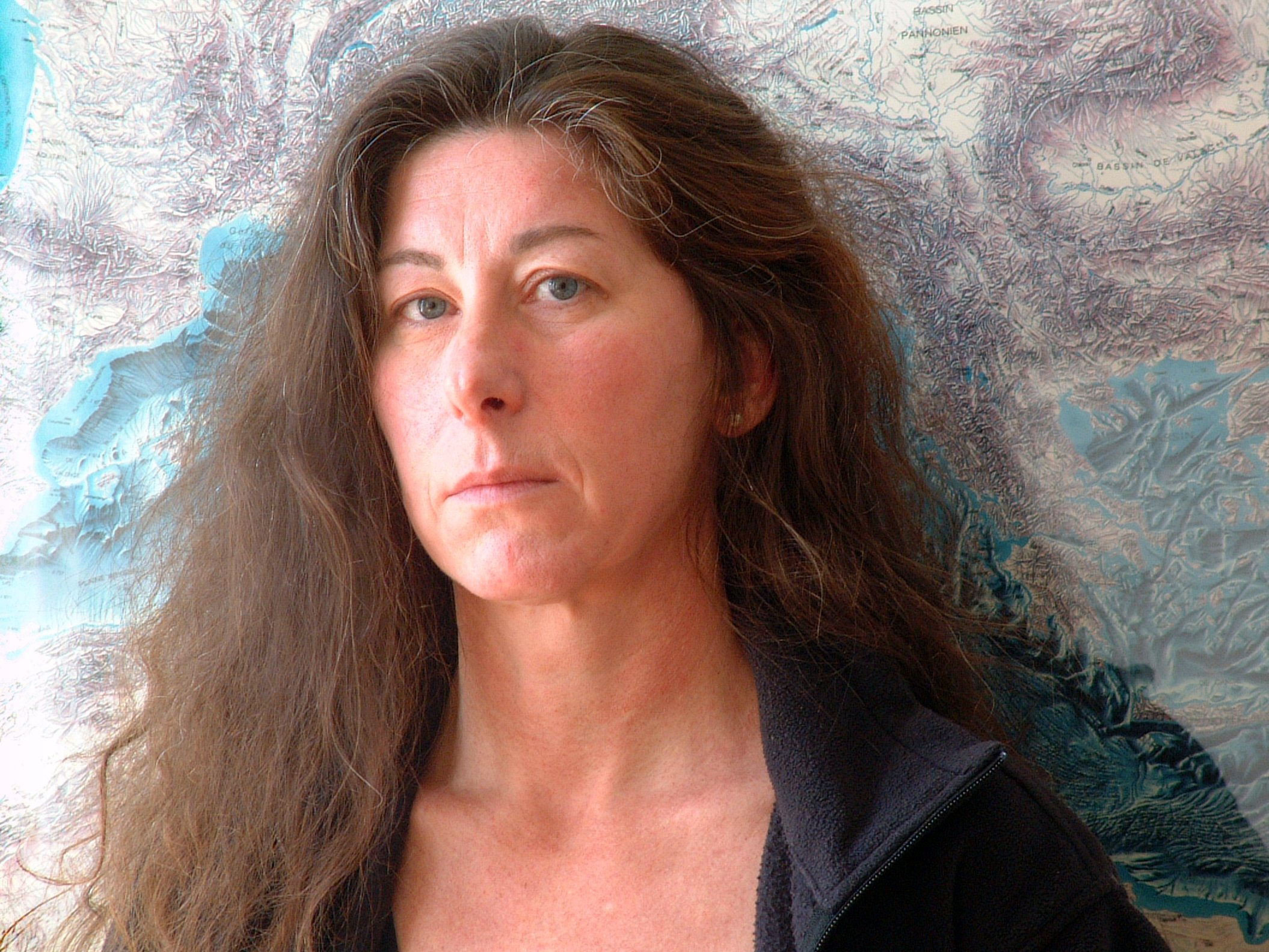
Miki Malör (2007)

Miki Malör (* 29. August 1957 in Wien) ist eine österreichische Theatermacherin, Regisseurin und Performerin.

## Leben
Miki Malör studierte Musik am Konservatorium und an der Musikhochschule in Wien (Mag. art. 1981). Zusätzlich absolvierte sie im Lauf der Jahre folgende Ausbildungen: Massagediplom (1994), Tauchlehrerin (PADI–Instructor 1995) und Höhlentaucherin (NACD Full Cave 1997).
Nach Anfängen als Pianistin und Bühnenmusikerin in Kabarett- und Theaterveranstaltungen und als clowneske Sängerin bei der Rocktheatergruppe Hallucination Company (1982/83) folgten zwölf Jahre Solo-Tourneen durch Europa. Kennzeichnend für diese Periode ist die Bezeichnung Komisches Theater für ihre Arbeiten und die Ablehnung der Etikettierung als Kabarettistin. 1986 erhielt sie den Förderpreis der Stadt Mainz zum Deutschen Kleinkunstpreis.
Seit 1995 Abwendung von der Kleinkunst und Radikalisierung der Arbeiten. In der Folge entstehen Performances, Installationen sowie postdramatische Theater. Neben der Arbeit an eigenen Stücken führt sie auch immer wieder Regie für Off-Theater-Produktionen. Miki Malör produziert regelmäßig in Wien.

## Werke
Miki Malörs Arbeiten entziehen sich einseitigen Zuordnungen: sie sind inspiriert von den Avantgarden des 20. Jahrhunderts, postmodern, dekonstruktivistisch, subversiv, alternativ, experimentell, postdramatisch, feministisch, rhizomatisch, sinnlich, absurd, hochkomisch, intim, tabuüberschreitend, exzessiv u. v. m.
Ihren  Arbeiten liegen keine Dramen zugrunde, keine Metaerzählungen und es gibt keine Schauspieler, die Rollen verkörpern.
Sie realisiert ausschließlich eigene Stücke, wobei sie vorzugsweise mit Performern, Tänzern und Laien arbeitet.
Kennzeichnend ist ferner ihr spezieller Einsatz von Musik; ihr Umgang mit Objekten verweist auf ein Naheverhältnis zur bildenden Kunst.
Die Bandbreite ihrer Themen ist umfangreich:
ein Unterwasserstück („Vampyroteuthis Infernalis“), zwei Schubertzyklen („Transit“, „Beute“), „Verschleierung. Ein Gesellschaftsspiel“, „Hysterie“, „nationalHYMNEN“ (zusammen mit der Gruppe monochrom) und das Kultfilm-Remake „The Attack of the 50 Foot Woman“.
Schwerpunkt vieler ihrer Stücke ist das weibliche Begehren (etwa „Das Begehren als Wille zur Falle“, sowie der fortlaufende Performancezyklus „Anima“).
Genreübergreifend entstehen daraus vermehrt filmische Arbeiten („Interior Design“).
Miki Malörs Theater nährt sich von philosophischen und tiefenpsychologischen Theorien, woraus zuletzt einige Arbeiten zu Deleuze/Guattari zum Thema Wunschmaschinen entstanden sind („Die Frau die hundert Kuchen aß“, „Tigerbalsam“, „100 Objects to Represent Theatre“).
Diese Arbeiten können als Versuch gelesen werden, das Unbewusste als Modell der ununterbrochenen und unbegrenzten Produktivität zu interpretieren. Daraus entstehen „Maschinen“, Gefüge, Tableaux des Begehrens, Junggesellinnenmaschinen der Subversion, bei denen Miki Malörs analytischer Hintergrund in Leidenschaft, Risiko und Berührung eingebettet ist.
Anstelle von Repräsentation, der Darstellung auf der Bühne, tritt das Tun, die reine Produktivität, die das psychologische Spiel durch eine radikale und für Assoziationen freie Bildsprache ersetzt.
Miki Malör arbeitet seit Jahren mit dem Regisseur Miguel Ángel Gaspar zusammen.

## Theater / Performance (Auswahl)
- Anima (Zyklus 1996-)
  - Honig (1996)
  - Im Stehen (1997)
  - Dekompressionspause (1997)
  - Titi Ikoli (1998)
- Transit (nach Schuberts »Winterreise« 1998/99)
- Vampyroteuthis infernalis (ein Stück unter Wasser 1999)
- Gretchens Zopf (Dauerperformance 1999/2000)
- Beute (nach Schuberts »Die schöne Müllerin« 2000)
- »uns« (60-tägige Performancereihe 2001)
- VERSCHLEIERUNG. Ein Gesellschaftsspiel (eine theatrale Installation über Intimität in der Öffentlichkeit 2001)
- Das Begehren als Wille zur Falle (zwei Stücke, ein Buch 2003/04)
- HYSTERIE! Eine subversive Praktik (sechs Personen in sechs rotierenden Kammern 2004)
- nationalHYMNEN (ein Stück für eine Performerin, einen Chor, einen Wiener Elektronik-DJ und zwei Pop-Theoretiker; in Zusammenarbeit mit monochrom, 2005)
- Die Frau die hundert Kuchen aß (ein Duo in zwei Territorien 2006)
- The Attack of the 50 Foot Woman (eine Führung durch das Remake des 50er-Jahre Kultklassikers 2007)
- MATILDA (eine One-to-One Performance 2008)
- TIGERBALSAM (A silent movie live on stage 2008)
- 100 Objects to Represent Theatre (2009)
- Schwarmwesen I – Die Liebe der Maden (Reinigung. Häutung. Dialog. 2010)

## Film
- Währung (R: Emre Tunçer 2004)
- Interior Design (mit Michael Strohmann und Yosi Wanunu 2007)